# Lista de pinturas de Henrique Manzo no Museu Paulista
Esta é uma lista de pinturas de Henrique Manzo no Museu Paulista.
Henrique Manzo nasceu em 1896 e é natural de São Bernardo do Campo. Morreu em São Paulo em 1982. Sua produção ficou marcada por encomendas realizadas pelo diretor do Museu do Ipiranga Affonso d'Escragnolle Taunay, para que retratasse personalidades e vistas de São Paulo.

## Lista de pinturas
| Imagem | Título                                                                    | Data      | Material           | Coleção                                             | Versão audível |
| ------ | ------------------------------------------------------------------------- | --------- | ------------------ | --------------------------------------------------- | -------------- |
|        | Largo do Ouvidor, 1858                                                    | século XX | tinta a óleo       | Coleção Fundo Museu Paulista Coleção Museu Paulista |                |
|        | Retrato de José Feliciano Fernandes Pinheiro (Visconde de São Leopoldo)   | século XX | tinta a óleo tela  | Coleção Fundo Museu Paulista Coleção Museu Paulista |                |
|        | Projeto de aterro para o Anhangabaú, 1878                                 | século XX | tinta a óleo       | Coleção Fundo Museu Paulista Coleção Museu Paulista |                |
|        | Fazenda em Campinas, 1840                                                 | 1944      | tinta a óleo       | Coleção Fundo Museu Paulista Coleção Museu Paulista |                |
|        | Fazenda em Campinas, 1840                                                 | século XX | tinta a óleo       | Coleção Fundo Museu Paulista Coleção Museu Paulista |                |
|        | Fazenda em Campinas, 1840                                                 | século XX | tinta a óleo       | Coleção Fundo Museu Paulista Coleção Museu Paulista |                |
|        | Bispo Castello Branco distribuindo mudas de café em sua Propriedade, 1870 | 1944      | tinta a óleo       | Coleção Museu Paulista                              |                |
|        | Cafezal - Campinas, 1830                                                  |           | tinta a óleo       | Coleção Museu Paulista                              |                |
|        | Cafezal da Fazenda Ibicaba, 1850                                          |           | tinta a óleo       | Coleção Museu Paulista                              |                |
|        | Capela de Nossa Senhora do Belém                                          | 1938      | tinta a óleo       | Coleção Museu Paulista                              |                |
|        | Convento da Luz, 1860                                                     |           | tinta a óleo       | Coleção Museu Paulista                              |                |
|        | Engenho da Cachoeira - Campinas, 1839                                     | 1943      | tinta a óleo       | Coleção Museu Paulista                              |                |
|        | Esquema da Passarola                                                      |           | tinta a óleo       | Coleção Museu Paulista                              |                |
|        | Fazenda Ibicaba - Limeira, 1845                                           | 1943      | tinta a óleo       | Coleção Museu Paulista                              |                |
|        | Fazenda Ibicaba, Limeira, 1876                                            |           | tinta a óleo       | Coleção Museu Paulista                              |                |
|        | Fazenda Monte Alegre - Piracicaba, 1850                                   |           | tinta a óleo       | Coleção Museu Paulista                              |                |
|        | Fazenda Santa Genebra (Família Barão Geraldo Rezende)                     |           | tinta a óleo       | Coleção Museu Paulista                              |                |
|        | Fazenda Santo Antonio, 1870                                               |           | tinta a óleo       | Coleção Museu Paulista                              |                |
|        | Fazenda Sete Quedas                                                       | 1944      | tinta a óleo       | Coleção Museu Paulista                              |                |
|        | Fazenda Soledade - Campinas, 1850                                         |           | tinta a óleo       | Coleção Museu Paulista                              |                |
|        | Igreja da Boa Morte em 1860                                               |           | tinta a óleo       | Coleção Museu Paulista                              |                |
|        | Igreja de São Romão em Toledo                                             | 1936      | tinta a óleo       | Coleção Museu Paulista                              |                |
|        | Panorama de São Paulo, 1870                                               |           | tinta a óleo       | Coleção Museu Paulista                              |                |
|        | Passarola                                                                 |           | tinta a óleo       | Coleção Museu Paulista                              |                |
|        | Pedra Fundamental do Museu Paulista, 1882                                 |           | tinta a óleo       | Coleção Museu Paulista                              |                |
|        | Piques, 1860                                                              | 1945      | tinta a óleo       | Coleção Museu Paulista                              |                |
|        | Retrato de Augusto de Saint Hilaire                                       |           | tinta a óleo       | Coleção Museu Paulista                              |                |
|        | Retrato do Barão Geraldo de Rezende                                       | 1945      | tinta a óleo       | Coleção Museu Paulista                              |                |
|        | Retrato do Dr. Affonso D'Escragnolle Taunay                               | 1979      | tinta a óleo       | Coleção Museu Paulista                              |                |
|        | Retrato do Dr. Fernando de Bragança                                       |           | tinta a óleo       | Coleção Museu Paulista                              |                |
|        | Retrato do General Jacinto Inácio Pinto Rabelo                            |           | tinta a óleo       | Coleção Museu Paulista                              |                |
|        | Retrato do Padre José de Anchieta                                         |           | tinta a óleo       | Coleção Museu Paulista                              |                |
|        | Retrato do Padre Ângelo Siqueira                                          |           | tinta a óleo       | Coleção Museu Paulista                              |                |
|        | Rua das Flores                                                            |           | tinta a óleo       | Coleção Museu Paulista                              |                |
|        | Tropeiro Paulista e Pedinchão de Esmolas                                  |           | tinta a óleo       | Coleção Museu Paulista                              |                |
|        | Velha Fazenda Paulista - Sítio dos Alferes, 1835                          |           | tinta a óleo       | Coleção Museu Paulista                              |                |
|        | Passarola                                                                 | século XX | linho tinta a óleo | Coleção Museu Paulista Coleção Fundo Museu Paulista |                |
|        | Tríptico de São Paulo Visto da Várzea do Carmo, 1941                      | 1941      | tinta a óleo       | Coleção Museu Paulista Coleção Fundo Museu Paulista |                |